# 圖-22M轟炸機

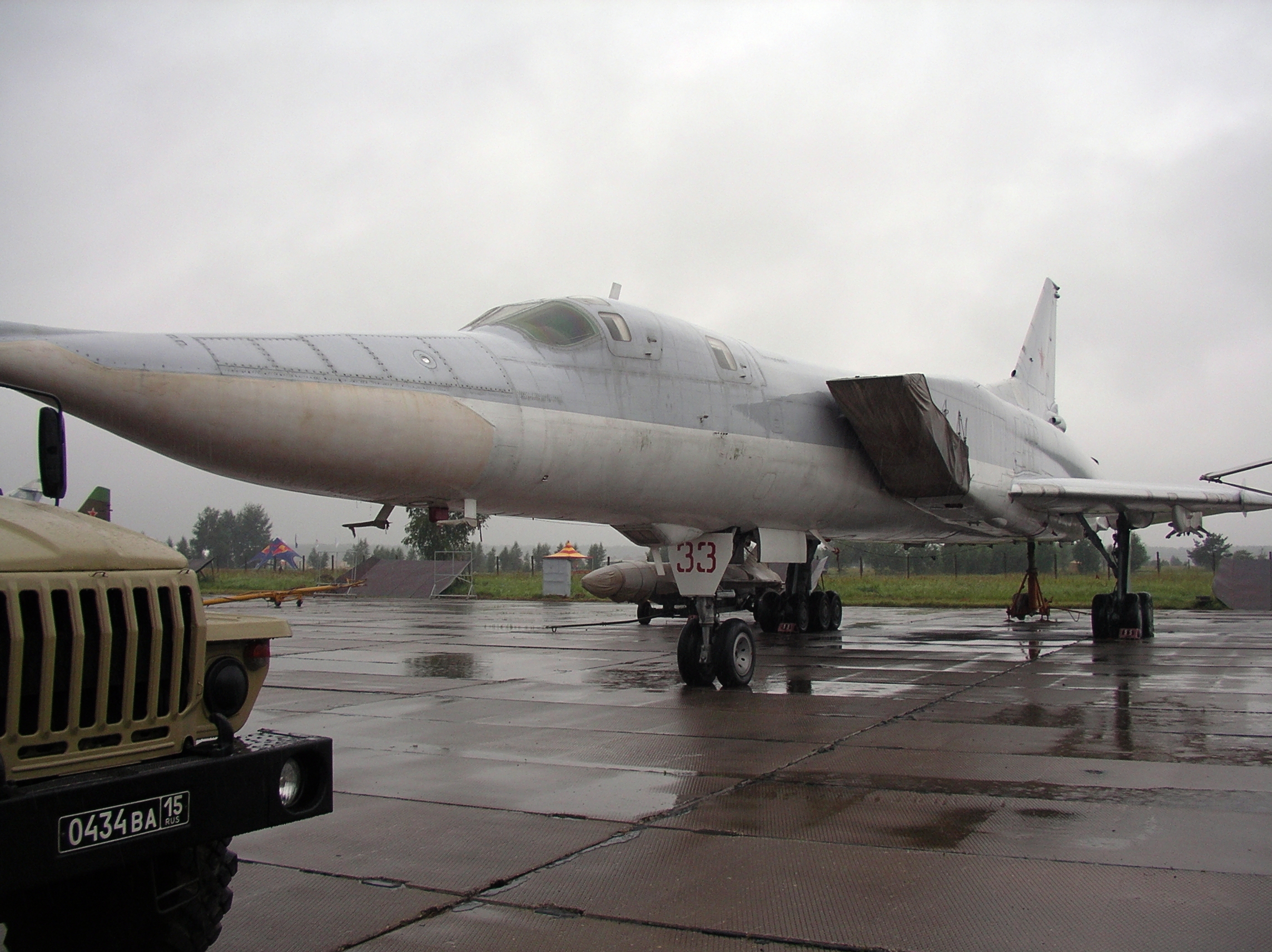
蘇聯莫尼諾空軍博物館的Tu-22M3。

图-22M（北约代号：Backfire，中譯：逆火）是蘇聯圖波列夫設計局研制的一款超音速可變後掠翼長程戰略轟炸機。於1972年開始量產，1997年停产。截止2023年8月，现仍有60架圖-22M3在俄羅斯空天军服役。

## 發展歷史
图-22是蘇聯第一架超音速戰略轟炸機（北約代號「眼罩」；蘇聯飛行員自稱為「Шило」，意為「錐子」）服役之後，發生許多操作上的嚴重問題，導致蘇聯飛行員給予的一般評價不高，維護成本也相當高。1959年蘇聯空軍科學研究所提出下一代戰略轟炸機的需求方案，其中包括作戰半徑2,000公里，可以攜帶兩枚重達1,500公斤的Kh-45核子彈頭飛彈，高空最大速率可達3馬赫，巡航速率是2.8馬赫。
圖波列夫設計局在蘇聯的轟炸機設計領域有相當不錯的成績和聲望，可是當時蘇聯領導人赫魯雪夫並不滿意圖波列夫本人的態度以及該設計局過於保守的設計風格。這一款新型轟炸機的設計案在赫魯雪夫的主導下交給另外三家設計局：米亞西舍夫設計局（局號OKB-23/482）、苏霍伊设计局（OKB-51）以及雅科夫列夫设计局（OKB-115）。其中蘇霍伊設計局的T-4偵察機獲准進行研發。
1965年圖波列夫藉由新掌權的勃列日涅夫的許可下，提出一款取代圖-22的新設計方案，這個設計案也獲得蘇聯空軍指揮官的大力支持。設計案的需求為航程至少5000公里，高空速率最少2馬赫，低空穿透速率至少1馬赫，載彈量20公噸，並且能夠在剛剛整備完成的前進機場操作。由於蘇霍伊的T-4在設計上，特別是製造成本部份持續上升，暴露出整個企劃案的風險，圖波列夫在此時的提案採用現有的Kh-22导弹以及K-22作戰系統以降低成本，這使得圖波列夫的設計獲得較多的支持。西元1967年11月，T-4計畫正式終止，改由圖波列夫設計局的方案上陣。
雖然圖-22M宣稱是圖-22的改良型，實質上它沒有承襲原始Tu-22的設計，而是一架全新設計機型。此取名思維主要是政治因素，圖波列夫藉由「舊設計現代化」的論述去獲得蘇聯軍方更多的擁戴。Tu-22M的計畫初期還使用Tu-22的氣動力構型進行修改，但是到1967年，圖波列夫已經把所有舊設計完全捨棄，新設計的Tu-22代號從「產品106B」變更為「產品145」，與Tu-22設計共通的部分僅剩前起落架與彈艙門。產品145使用了可變後掠翼、機身進氣道以及帶後燃器的渦輪扇噴射發動機，就氣動外型來說，更像是Tu-128的設計精進。
為了加速Tu-22M研製進度，蘇聯中央下令米亞西舍夫設計局、安托諾夫設計局等單位借調250位工程師參與此機研製，1968年11月28日，蘇聯部長會議第1098之378號決議正式下令Tu-22M項目啟動，該決議要求圖波列夫設計改用可變後掠翼的Tu-22—「Tu-22K」，並簽定在1969年第二季完成進行測試之合約。Tu-22M的原型機在相近時間於圖波列夫所管轄的喀山航空製造廠開始打造。一號原型機生產編號50190018（批次01-01號機，後稱為Tu-22M0）在1969年4月10日開始組裝，1969年8月30日首飛。同年，圖波列夫完成5架Tu-22M0組裝，至1971年底，Tu-22M0共生產9架，其中5架是作為測試用，4架移交給位在梁赞的蘇聯空軍訓練基地提供轉換訓練。這9架原型機中，一號原型機在1980年移交給基輔高等軍事航空學校作為教具，使得這批原型機中其中一架後來保留在烏克蘭。
Tu-22M0試飛表現不如原先預期，其飛行表現甚至不如Tu-22K，圖波列夫設計局在1969年12月開始進行改良型研製，代號Tu-22M1，北約代號「逆火」A型轟炸機。Tu-22M1較M0的翼展增加1.5公尺，改良了進氣道與空氣動力細節處理，並降低了3,000空斤空重，同時因應蘇聯空軍要求在機尾加裝尾砲。Tu-22M1在1971年夏天至1972年底完成9架作為測評，1973年8月，其中5架移編給位在尼古拉耶夫的蘇聯海軍航空兵第33作戰訓練中心提供戰術研究。
從Tu-22M0與M1，圖波列夫逐漸修正了一系列性能不良的問題，1972年，代號「產品45-02」的Tu-22M2開始製造；與前兩款機種相比，Tu-22M2再度修改了機翼設計，此外動力始終被詬病的NK-22渦輪扇發動機也計畫更換為更強推力的NK-25渦輪扇發動機，並加裝了空中加油管延長飛機航程。
Tu-22M在原型機試飛初期便遭到美國間諜衛星偵獲，北約在資料不足的情況下推斷此機種為新型號，並賦予它Tu-26之代號。同時，美國研判這架「Tu-26」性能具有跨越大西洋對美國發動戰略轟炸的能力，因此在1969開啟的核武限制談判中便言明得它納入管制機型；1969年的第一回戰略武器限制談判，蘇聯外交部堅持該機型為Tu-22“M”（意思是“眼罩”“M”型轟炸機）。在美國使用衛星照片大量取得Tu-22M資料後，更堅信這架轟炸機有足夠航程威脅美國本土，因此在戰略武器談判中堅持將該機列為管制項目，蘇聯在談判中以「不加裝空中加油管」與「年產量不超過30架」等代價與美國作出協議。這使得Tu-22M從具有遠程戰略轟炸機潛力的機種退化為中程戰略轟炸機。

## 武裝（圖-22M3逆火C型）
- 機砲：1具由俄联邦仪器设计局研發生產的GSh-23L型（ГШ-23Л）23mm機尾遙控機砲。
- 炸彈和飛彈：連同翼下掛載，可攜掛21,000公斤（46,300磅）。 
  - 最多3枚Kh-22空對地飛彈（分別掛載在兩翼根部和機腹彈艙半埋配置）。
  - 內藏式旋轉發射架可攜掛6枚Kh-15短程攻擊飛彈（裝配核彈頭），加上每具翼下掛架可攜掛2枚Kh-15飛彈。
  - 各式自由落體炸彈，例如69枚FAB-250炸彈或8枚FAB-1500炸彈[註 1]。

## 生產型次

### 圖-22M0
最早的試驗機型號，一共生產了9架。

### 圖-22M1
從1971年到1972年間，生產了9架測試機。其在北約報告上的名稱為逆火-A。使用NK144发动机。

### 圖-22M2
是圖-22M的第一個主要的量產型號（北約：逆火-B ），裝備雙NK-22發動機，從1972年開始進入生產。1972年至1983年生產了211架。部分圖-22M2後來裝備了更強大的NK-23發動機，並重新命名為圖-22M2Ye。

### 圖-22M3
1977年首次飛行（北約：逆火-C ），裝備了新型的NK-25加力涡扇發動機，正常推力19吨（增加了20%），加力推力25.3吨，满载推重比0.4，执行典型的战术轰炸任务时推重比超过0.5。可变后掠翼最大后掠角从60度增加到了65度。也改變了空氣力學外型讓最高速度提升至2.05馬赫。弹舱重新设计，载弹量增加到24吨。在12吨载弹量时的航程为7000公里，作战半径2500公里。机尾发动机喷口上方的护尾航炮更换为GSH23双管机炮。安裝了新的列尼涅茲（ОАО ленинец）PN-AD 雷達和NK-45導航/攻擊系統，大大改進了低空飛行的能力。至1993年生產了268架。

### 圖-22M3R
有大約12架圖-22M3改配備Šompol側視機載雷達和其他ELINT設備，作為偵察機及電子戰飛機使用。

### 圖-22M3M
圖-22M3M配備了圖-160M2（NK-32-02）發動機，並且升級了航空電子設備，在動力以及武器搭載性能都有明顯的提升改變。在2018年8月16日首次於喀山航空工廠露面，並計劃於9月底前進行試飛。俄羅斯計劃於在2020年之前，將30架圖-22M3升級至新的型號。

## 服役情形
1972年第一個進入量產的版本是圖-22M2型（北約代號「逆火」B型），M2型的主翼略加長，並且依照面積法則對機身進行大量修改，並且將乘員增加到4個，採用兩具NK-22發動機且使用方型氣口設計，同時將起落架遷移到翼套的位置，不再使用收納莢的方式。
武裝上大量地採用長程巡弋飛彈／反艦飛彈，通常是攜帶1～2枚Kh-22反艦飛彈；後期型的M2型轟炸機改採用更有力的NK-23發動機並且該型號為圖-22M2Ye型轟炸機。在服役期間，蘇聯飛行員把圖-22M稱為「吆吆」（Двойка，英文“Deuce”，有（紙牌或骰子）“兩點”、“厄運”的意思），這不是什麼抱怨，至少圖-22M比起前一代圖-22好太多了，因為整體性能與座艙設計有大幅改善的關係，但是距離好到讓飛行員感動的程度還早的很，因為舒適度與可靠度仍然令飛行員們渴望而不可求。
圖-22M2在服役初期有許多技術問題亟待克服：
1.首先其所配備的NK-22型發動機之平均大修間隔時間僅50個小時，因此其在維修當中，必須要對發動機的運轉溫度及推力設下一些限制；
2.電子支援系統與航電設備的整合度不佳，有時因電磁干擾，而必須被迫關閉自動駕駛系統，改為人力控制。
後來生產的圖-22M3型（北約代號「逆火」C型）於1976年試飛，並於1983年服役。M3型採用新式NK-25發動機，整體上來說推力又大了不少；不過進氣口修改成楔形有如米格-25戰鬥機一般；主翼內收的角度也增加了不少；重新設計的機鼻可以容納一具新型列尼涅茲PN-AD雷達以及NK-45導航／攻擊系統，這對於M3型來說，在低空飛行能力上有如虎添翼的效果（但是還不到有如B-1槍騎兵戰略轟炸機低低空飛行的能力）。 

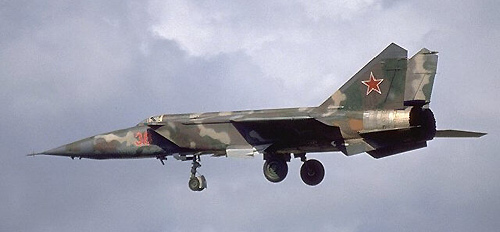
米格-25战斗机

M3型有個重新修正過的單座機尾炮塔，同時彈艙內增加了一座滾轉式發射架，用來攜帶北約代號AS-16“回馬槍”（Kh-15）液態燃料超高音速（5馬赫以上）短程巡弋飛彈；此型飛彈相當於美國空軍AGM-69 SRAM飛彈）。M3型的性能總算讓忍受M2型已久的飛行員們大出一口鳥氣，所以對飛機的暱稱也改了，改稱為「三重奏」（俄语：тройка，英文“Trio （页面存档备份，存于）”的意思），不過也有蘇聯飛行員自稱為「逆火」。
冷戰期間圖-22M在蘇聯空軍擔任戰略轟炸機功能（但是在無空中加油下是無法往返美蘇之間）。在蘇聯海軍則用於長程反艦。美國海軍和美國空軍很擔心此機的威脅，投入大量經費研發對策。圖-22M第一次實戰於1984年到1989年用於阿富汗。戰術類似美軍使用B-52轟炸機轟炸越南，使投下大量傳統彈藥。雖然威力驚人，但是戰略效果有限。
蘇聯解體時此機大約有370架，其中空軍操作210架，海軍160架。之後由於圖-22M維修困難，加上俄國經濟困難，此機於1993年停產。目前大概有162架仍在俄國服役（俄國曾在1995年將此機用於車臣）蘇聯並未外銷此機，但是蘇聯解體之後一些前蘇聯國家，例如烏克蘭與白俄羅斯保有此機（均已退役）。
2017年11月，俄羅斯國防部宣布，有6架圖-22M3轟炸機從俄羅斯境內起飛，飛過伊拉克和伊朗上空，並對伊斯蘭國組織在敘利亞阿布凱馬勒市的陣地進行了一場空襲行動”。
2022年4月15日，乌克兰国防部表示，俄罗斯自开始入侵乌克兰以来首次使用 Tu-22M3 轰炸机袭击马里乌波尔的目标。早些时候也有报导称，FAB-3000M-46 哑弹在俄罗斯被重新启用，用于与 Tu-22M3 轰炸机一起打击 亚速钢铁厂的目标，该厂成为乌克兰军队在被围困的马里乌波尔市的最后堡垒。2022 年 5 月 9 日，一架 Tu-22M 对乌克兰敖德萨州发动导弹袭击，摧毁了 5 座建筑物，造成两人受伤。
2022年12月15日，俄罗斯梁赞州佳吉列沃空军基地遭乌克兰无人机袭击，一架Tu-22M3战略轰炸机被击中，另有一辆油罐车被毁，三名俄军人员死亡。
外銷方面，從1992年開始，圖波列夫公司開始嘗試外銷此機。印度在2006年購得3架M3型{来源请求}，其他買主可能還有伊朗和中國。伊朗現時為止還沒有達成交易。
2023年8月19日，烏克蘭軍隊對俄羅斯境內的Soltsy-2空軍基地發動無人機攻擊，首度摧毁俄羅斯「圖-22M3」轟炸機。
2024年4月19日，一架Tu-22M3在俄國東南的斯塔夫羅波爾附近墜落，烏克蘭空軍聲稱該機為他們使用S-200飛彈所擊落，而俄軍則聲稱是技術故障所致。
烏克蘭2025年6月1日對俄羅斯本土發動開戰以來疑為最大規模的無人機突襲，目標直指俄軍部署戰略轟炸機的奧列尼亞與貝拉亞兩處縱深空軍基地。烏方宣稱，突襲造成逾40架俄軍機受損或被摧毀，包括主力戰略轟炸機圖-95戰略轟炸機與圖-22M3(Tu-22M3，逆火式)，甚至波及至少兩架A-50預警機。

## 使用國家

### 目前使用國家
- 俄羅斯[11]：俄羅斯曾有62架在役。2012年2月，簽署了一項協議，其中30架圖-22M3將進行現代化升級至圖-22M3M的水平。2023年8月19日俄羅斯入侵烏克蘭期間，2架圖-22M3在烏克蘭軍方攻擊俄國Novgorod州的Soltsky-2基地過程中被炸毀，俄國當局宣稱是攻擊者是一架無人直昇機[12]。2024年4月19日，一架Tu-22M3在俄国东南的斯塔夫罗波尔附近坠落，乌克兰空军声称该机为乌军所击落，而俄军则声称是技术故障所致。截止2023年有60架在役[1]

### 之前使用國家
- 白俄羅斯 ：白俄羅斯在蘇聯解體時在境內約有50架Tu-22M，這批飛機曾編為2個轟炸機團，但後來大部分機隊交還俄羅斯。
- 乌克兰 ：蘇聯解體前滯留在烏克蘭國內的Tu-22M計有58架，包括16架M2、38架M3。這批飛機在1992至2003年在烏克蘭空軍中服役，在2002至2006年解體55架，與飛機一並解體的還有配套的423枚Kh-22飛彈。目前保留展示的Tu-22M有4架，分別為1架M0，1架M2，2架M3。
- 苏联：包括蘇聯空軍與蘇聯海軍航空兵總共生產了370架，分布在蘇聯、白俄羅斯、烏克蘭等地，蘇聯解體後機隊也被這三國瓜分。

## 雜項
- 由於此機的性能，結合蘇聯的對海上目標偵查、電子作戰能力與海軍艦艇的搭配，進一步強化蘇聯以大量反艦飛彈攻擊美軍航空母艦戰鬥群的戰術。美軍的AIM-54鳳凰飛彈、F-14雄貓式戰鬥機、神盾戰鬥系統都是為對應這樣的戰術而生。
- 美國小說與電影中，例如《恐懼的總和》，多次出現蘇聯用圖-22M執行上述戰術。

## 註解
1. ↑  FAB是俄文「Φугасная авиабомба」（空投高爆彈）的縮寫。

## 外部連結
- Bill Gunston, Tupolev Aircraft Since 1922, Putnam Aeronautical Books, 1995 ISBN 1-55750-882-8.
- Carlo Kopp, MARITIME STRIKE The Soviet Perspective （页面存档备份，存于）。介紹蘇聯海軍攻擊戰術，也介紹了攻擊美軍航空母艦戰鬥群的戰術。其中特別介紹圖-22M所負責難度較高的部分。

飛行中的照片：
- 美國陸軍防空目視飛機識別手冊：圖-26 BACKFIRE (TUPOLEV)
- T-4偵察機